# Canon de proportion
Un canon de proportion est un canon musical dans lequel l'entrée des différentes voix ne se fait pas à la même vitesse.
Assez répandu à la Renaissance (chez Johannes Ockeghem en particulier, ou encore chez Josquin des Prés, voir l'exemple plus bas), il disparaît ensuite pour refaire surface dans la seconde moitié du XXe siècle, notamment chez György Ligeti, Conlon Nancarrow et Arvo Pärt.
On peut également noter le canon par augmentation en mouvement contraire de L'Art de la fugue (BWV 1080) de Jean-Sébastien Bach.

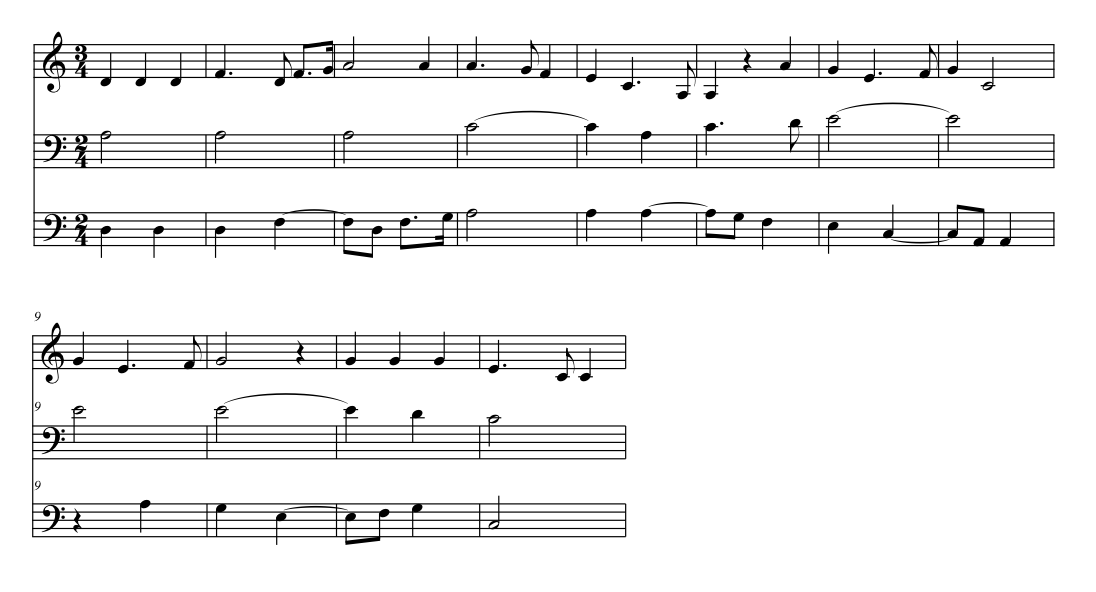
Exemple de canon de proportion. Agnus Dei de la Missa L'homme armé, super voces musicales, de Josquin des Prés.